# Santuari de la Mare de Déu de la Balma
El santuari de la Mare de Déu de la Balma se situa en el terme municipal de Sorita, a la comarca dels Ports, a 3 km al nord de la població, vora la carretera CV-14, i a prop del riu Bergantes. Es tracta d'un edifici religiós enclavat en la roca, d'estil renaixentista, construït entre els segles xvi i xviii.

## Història
Hi ha documentada una ermita al mateix lloc dedicada a Santa Maria Magdalena i Blai de Sebaste des del 1380, mentre el 1437 la titularitat de l'ermita ja havia canviat a la Mare de Déu, possiblement a partir de la troballa de la imatge narrada per la tradició. Aquest és el motiu que l'altar de la capçalera ha estat sempre dedicat a santa Maria Magdalena, l'altar del lateral del costat de l'Evangeli ha estat ocupat per sant Blai, i l'altar de la Mare de Déu ha estat situat sempre al lateral del costat de l'Epístola.
Les primeres obres documentades en són del 1539-40, quan es realitzen millores en l'hostatgeria i en l'església. Entre 1577 i 1580, s'amplia l'hostatgeria a càrrec del mestre d'obres Miguel de la Ría. El 1594, es realitza la reixa forjada del cambril de la Mare de Déu. El 26 de març del 1617, un incendi destrueix el retaule de la Mare de Déu, i se salva la imatge amb sols el braç un poc cremat i tota fumada. Durant els anys 1628 a 1638, es reforcen els murs d'accés a l'església, i entre 1656 i 1657 es torna a ampliar l'hostatgeria, en direcció cap a l'església, en la part coneguda com l'arquet.

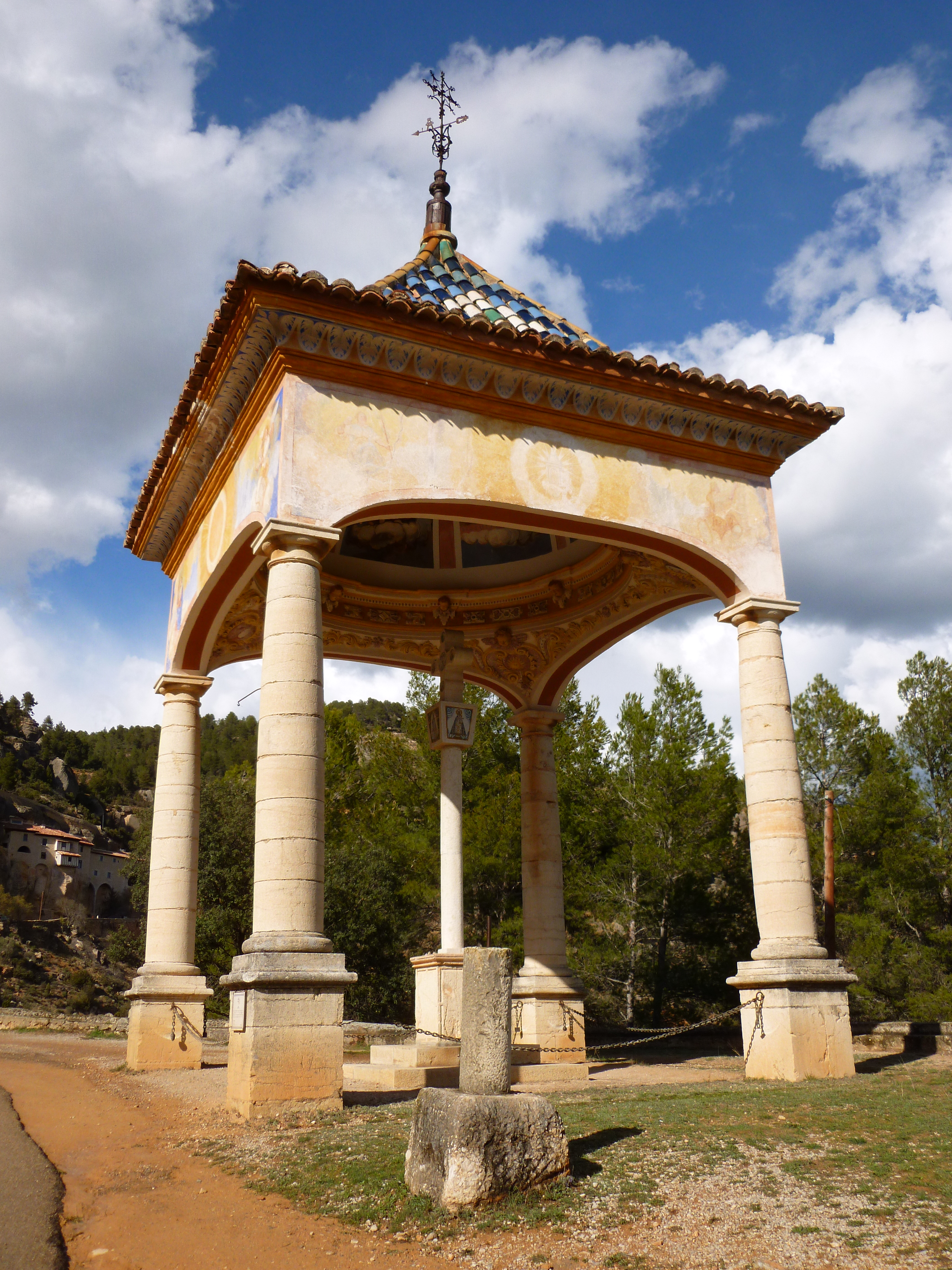
Creu coberta

L'actuació més important en el temple es fa entre els anys 1666 i 1670, amb l'ampliació de la nau, la construcció del campanar i la realització de la portada. Hi treballaren els mestres d'obres Pau Simó i Pedro Gorrita.
El peiró cobert situat al camí d'accés, a uns 100 m del santuari, i conegut per la Creu coberta, documentat des del 1617, és substituït el 1687 per un altre de nou realitzat per l'escultor Baltasar Mateo, mentre Carles Cases realitza el peu del peiró i la coberta. Posteriorment, el 1860, Joan Francesc Cruella decora la cúpula del templet. La creu actual data del 1977, realitzada per Julio Adell Porcar, amb pedra d'Ulldecona.
En la segona meitat del segle xviii, es realitza una reforma important de l'hostatgeria, realitzant una àmplia construcció formada per un gran pati obert, sobre el qual s'alça una planta.
La Creu coberta fou restaurada el 2002. Els edificis de l'hostatgeria també estan en procés de restauració des de l'any 2007, per convertir les antigues dependències en un allotjament rural de qualitat, i per a tal fi s'ha consolidat la roca, millorat les instal·lacions elèctriques, de clavegueres i d'aigua potable, i facilitat els accessos a persones amb discapacitat.

## Arquitectura

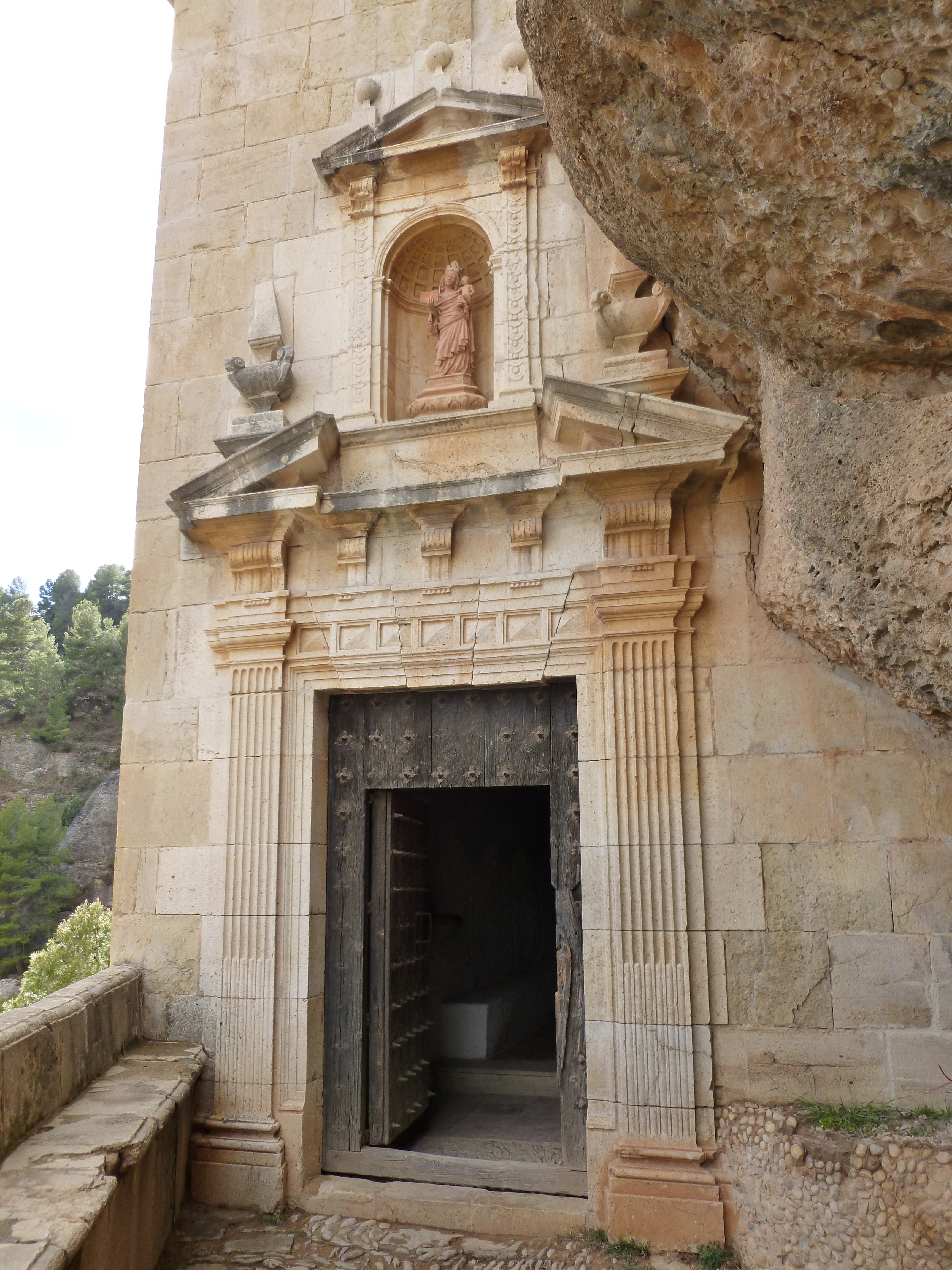

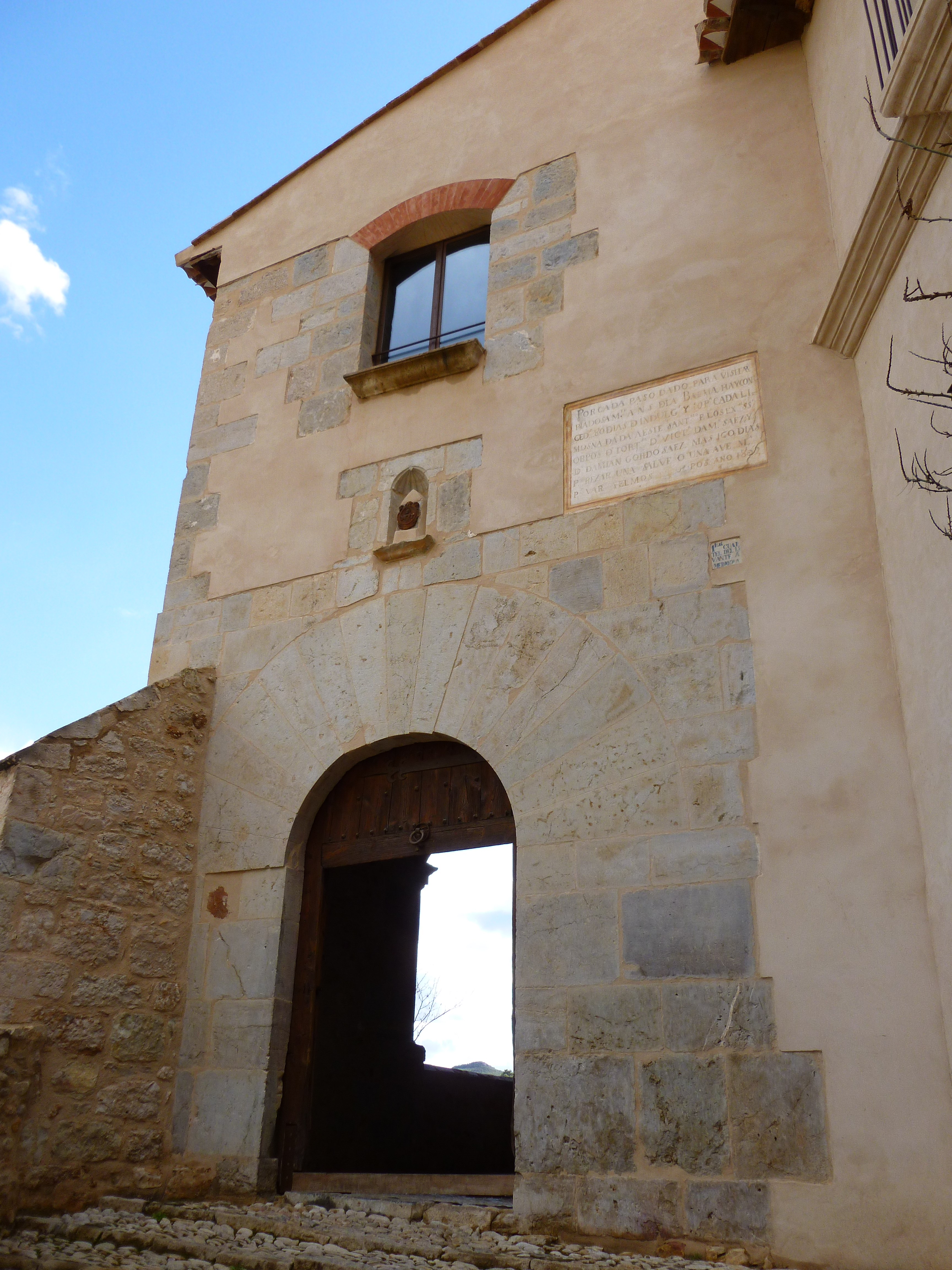

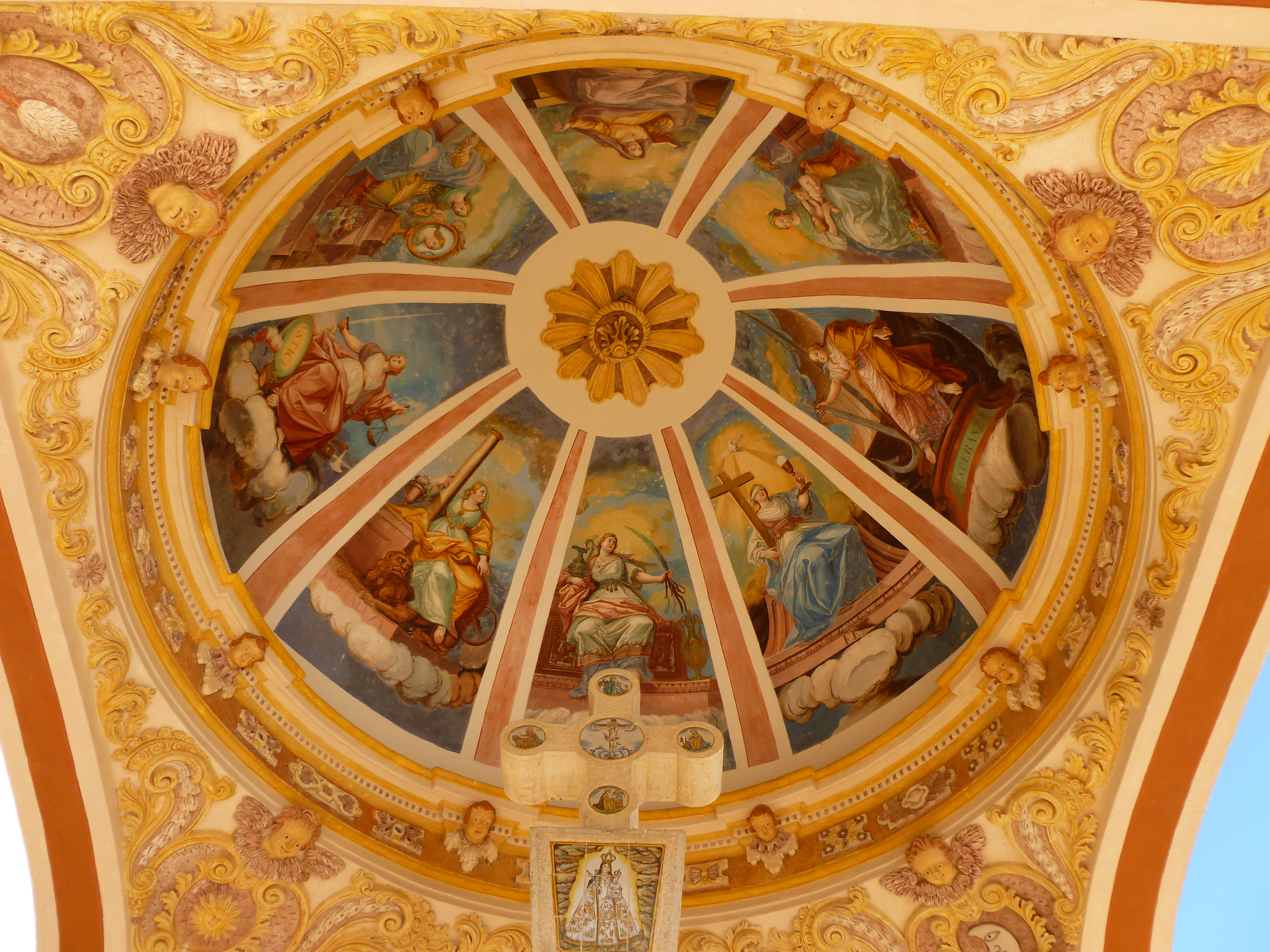

Es tracta d'un santuari situat en una balma o abric natural, compost d'església i hostatgeria.

### L'ermita
L'ermita conté una nau de forma irregular (36 m de llargada, 12,5 m d'amplada i 5 m d'altura), amb una façana lateral cobrint la balma amb petites finestres. A l'interior, el sostre i el mur del costat de l'Epístola és la mateixa roca de l'abric. Té diversos altars moderns en el lateral del costat de l'Evangeli, i enfront destaca el cambril protegit per una reixa, al costat de l'Epístola, dedicat a la Mare de Déu.
El frontis de l'ermita és oblic, format de carreus, tot centrat en una portada amb obertura d'arc de llinda, flanquejada per pilastres dòriques amb el fust acanalat, que suporten un entaulament clàssic i un frontó partit, sobre el qual hi ha una fornícula amb la imatge de la Mare de Déu. Aquesta façana es prolonga cap amunt per formar un campanar quadrangular de dos cossos, amb el cos de les campanes amb obertures de mig punt en dues cares. La portada, amb la declinació dels seus elements, el frontó partit i les gerres, suposa un coneixement de l'arquitectura obliqua, i es pot configurar com un element precursor de les tendències dels anys posteriors en l'arquitectura barroca valenciana.

### L'hostatgeria
L'hostatgeria està composta per diverses edificacions. La façana té balcons, balustres i murs de calç i canyissos. Una llarga escalinata condueix a l'hostatgeria; a banda i banda d'aquesta se situen les escales que condueixen al pis superior, on se situen diverses estances i l'anomenada "sala de les danses", amb arcs de mig punt. A l'esquerra, l'altre edifici té menjador i diverses estances, amb trespol de roca. Segueix un mirador formant un passadís que voreja el tallat i que porta al temple.

### La Creu coberta
A l'inici del camí que porta al santuari, es troba la Creu coberta, peiró cobert amb una estructura en forma de templet sostinguda per columnes dòriques, amb coberta de pavelló utilitzant teules blaves. A l'intradós, la cúpula està decorada amb les quatre Virtuts cardinals (prudència, justícia, fortalesa i temprança), les tres Virtuts teologals (fe, esperança i caritat) i les Bones obres.

## Festivitat i tradicions
La festa gran de la Mare de Déu de la Balma se celebra el 8 de setembre. Comença el dia anterior amb la processó nocturna, amb la portada de la Mare de Déu a l'església, i quan arriba al poble l'acompanyen fins a l'església les danses. El dia 8 a primera hora, surt la processó cap a la Balma, acompanyada la imatge de la Mare de Déu de música i danses tradicionals.
La devoció a la Mare de Déu de la Balma s'ha estès per un ampli territori; així, durant el segle xvii, la devoció a la Mare de Déu arribà a Aragó fins a Alcanyís i Casp, a Catalunya fins a Gandesa i al Baix Ebre, i a València fins a la capital.
El 1408, s'estableix la romeria des de Castellote, que es mantingué fins al 1890. El 1478, s'inicia una romeria triennal des de Morella, que perdurà fins al 1620. Olocau del Rei també en celebrava romeria anual. En els anys 80 del segle xx, continuaven les romeries des de Palanques, el dia de sant Marc, Villores, el dia de sant Vicent Ferrer, Xiva, el diumenge infraoctava de l'Ascensió del Senyor, i Ortells, els dies 8 de maig i 27 de setembre.
Segons la tradició, la Mare de Déu s'hi aparegué a un pastor manc, que miraculosament recuperà el braç, i li exigí la construcció en aquell lloc d'una església. El pastor transmeté la notícia al rector de l'església de Sorita, el qual, en veure el braç curat, convocà tot el poble i anà a la cova, on veieren una imatge de la Mare de Déu. Portaren la imatge a l'església del poble, per considerar la cova un lloc inadequat, però la imatge desapareixia i tornava a la cova. A Morella, cap del municipi, demanaren la imatge per custodiar-la a l'església, i desaparegué per tornar a la cova. Ja no intentaren apartar la imatge de la cova, i soritans i morellans construïren una església per venerar la imatge a la cova on es va trobar. És per aquesta tradició que, en els documents del segle xvii, a la imatge, se l'anomena com Nostra Senyora la Trobada o La Mare de Déu trobada.

## Bé cultural protegit
El 13 de juny del 1979 s'inicià l'expedient de declaració de monument historicoartístic del santuari, que apareix reflectit en la resolució publicada en el BOE de 13 de juliol de 1979. El Decret 169/2007, de 28 de setembre, del Consell, el declarà Bé d'Interès Cultural amb la categoria de Monument.